# Yannick Riendeau (Eishockeyspieler, 1984)
Yannick Riendeau (auch Yanick Riendeau; * 25. Oktober 1984 in Montréal, Québec) ist ein kanadischer Eishockeyspieler, der seit Mai 2015 erneut bei den Ducs de Dijon in der französischen Ligue Magnus unter Vertrag steht.

## Karriere
Yannick Riendeau begann seine Karriere als Eishockeyspieler in der kanadischen Juniorenliga QMJHL, in der er von 2001 bis 2005 für die Voltigeurs de Drummondville und Acadie-Bathurst Titan aktiv war. Anschließend wechselte der Flügelspieler in die Division 1, die zweite französische Spielklasse, in der er in der Saison 2005/06 für den Hockey Club Limoges sein Debüt im professionellen Eishockey gab. Nach einer Spielzeit bei dessen Ligarivalen Montpellier Agglomération Hockey Club, spielte der Rechtsschütze ebenfalls jeweils ein Jahr lang für den Chamonix Hockey Club, Étoile Noire de Strasbourg und den HC Amiens Somme in der Ligue Magnus. In seiner Zeit in Strasbourg wurde der Kanadier 2009 in das All-Star Team der höchsten französischen Spielklasse gewählt.
Für die Saison 2010/11 unterschrieb Riendeau einen Vertrag bei den Ducs de Dijon aus der Ligue Magnus.

## Erfolge und Auszeichnungen
- 2009 Ligue Magnus All-Star Team
- 2012 Französischer Pokalsieger mit den Ducs de Dijon
- 2012 Bester Torschütze (24) der Ligue Magnus
- 2013 Bester Torschütze, Vorlagengeber und Topscorer der kasachischen Eishockeyliga
- 2014 Kasachischer Vizemeister mit HK Arlan Kökschetau
- 2014 Bester Vorlagengeber  und Topscorer der kasachischen Eishockeyliga

## Ligue Magnus-Statistik
(Stand: Ende der Saison 2009/10)